# Ulica Praska w Krakowie
Ulica Praska – ulica w Krakowie, w dzielnicy VIII Dębniki, na Dębnikach. Łączy ulicę Szwedzką z ulicą Tyniecką.
Wytyczenie tej ulicy związane jest z budową w latach 30. XX wieku dwóch osiedli: Osiedla Legionowego w rejonie ulicy Szwedzkiej oraz Osiedla Robotniczego nad Wisłą. Ulica Praska łączy oba te osiedla. Ulica miała otrzymać nazwę ulica Osiedle Legionowe, ale na planach z lat 30. i 40. widnieje nazwa ulicy Czarodziejskiej, przejęta od wcześniej biegnącej w tym rejonie ulicy. Około 1951 nadano współczesną nazwę ulicy, pochodzącą od nazwy stolicy Czech – Pragi (w pobliżu znajduje się również ulica Czechosłowacka).
Przy ulicy Praskiej położony jest Park Dębnicki.

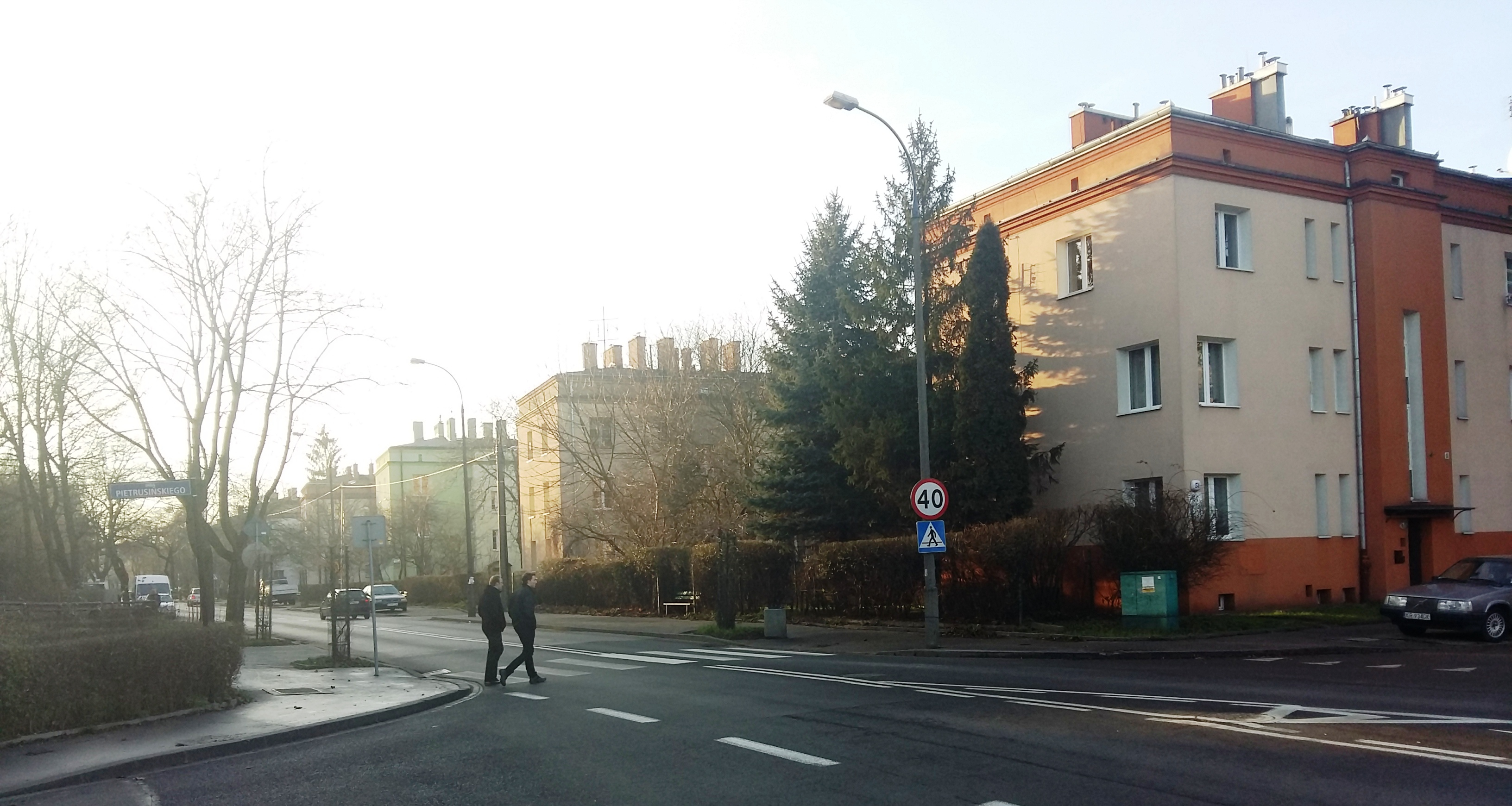
Ulica Praska na wysokości ul. Pietrusińskiego (Osiedle Robotnicze)